# Thanin Plodkeaw
Thanin Plodkeaw (thailändisch ธนิน ปลอดแก้ว, * 13. November 2001), auch als Pond bekannt, ist ein thailändischer Fußballspieler.

## Karriere
Thanin Plodkeaw stand bis Ende 2019 bei Ratchaburi Mitr Phol unter Vertrag. Der Verein aus Ratchaburi spielte in der ersten Liga, der Thai League. In Ratchaburi wurde er in der U23-Mannschaft eingesetzt. Die Mannschaft spielte in der vierten Liga, der Thai League 4. Mit dem Verein spielte er 24-mal in der Western Region. 2020 wechselte er zum Ligakonkurrenten PT Prachuap FC nach Prachuap. Hier kam er in der ersten Liga ebenfalls nicht zum Einsatz. Ende Dezember 2020 unterschrieb er einen Leihvertrag beim Ranong United FC. Der Verein aus Ranong spielte in der zweiten Liga, der Thai League 2. Sein Zweitligadebüt gab er am 17. Februar 2021 im Auswärtsspiel gegen den Khon Kaen FC. Hier wurde er in der 71. Minute für Kittiwut Bouloy eingewechselt. Nach der Ausleihe kehrte er Ende Mai 2021 nach Prachuap zurück. Am 29. Mai 2022 stand er mit PT im Finale des Thai League Cup. Hier unterlag man im BG Stadium Buriram United mit 4:0. Für Prachuap bestritt er insgesamt 18 Ligaspiele. Zu Beginn der Saison 2023/24 wechselte er im Juni zum Erstligaabsteiger Nakhon Ratchasima FC. Am Ende der Saison 2023/24 feierte er mit dem Verein aus Nakhon Ratchasima die Meisterschaft der zweiten Liga sowie den direkten Wiederaufstieg in die erste Liga. Nach zwei Spielzeiten, in denen er 33 Ligaspiele bestritt, wurde sein Vertrag im Sommer 2025 nicht verlängert. Im Juli 2025 nahm in der Zweitligist Nakhon Si United FC unter Vertrag.

## Erfolge
PT Prachuap FC
- Thailändischer Ligapokalfinalist: 2021/22

Nakhon Ratchasima FC
- Thailändischer Zweitligameister: 2023/24  ▲